# منتخب جزر كايمان تحت 17 سنة لكرة القدم
منتخب جزر كايمان تحت 17 سنة لكرة القدم  هو ممثل جزر كايمان الرسمي في المنافسات الدولية في كرة القدم  تحت 17 سنة .